# Giro del Friuli
O Giro del Friuli é uma competição de ciclismo profissional italiana de um único dia que se disputa no Friuli, no mês de março.
Criada em 1974, em 1991 serviu para a disputa do Campeonato da Itália em Estrada e foi ganhado por Gianni Bugno. Não se organizou entre 2005 e 2008 reaparecendo no calendário ciclista em 2009 na categoria 1.1 da UCI Europe Tour.
O ciclista que mais vezes se impôs é o italiano Guido Bontempi, com três vitórias, duas delas consecutivas.

## Palmarés

### Masculino
| Ano                              | Vencedor             | Segundo                  | Terceiro            |
| -------------------------------- | -------------------- | ------------------------ | ------------------- |
| 1974                             | Luciano Borgognoni   | Luigi Castelletti        | Davide Boifava      |
| 1975                             | Roberto Poggiali     | Gianbattista Baronchelli | Giovanni Battaglin  |
| 1976                             | Franco Bitossi       | Enrico Paolini           | Francesco Moser     |
| 1977                             | Giuseppe Saronni     | Walter Riccomi           | Angelo Tosoni       |
| 1978                             | Roger De Vlaeminck   | Giuseppe Saronni         | Valerio Lualdi      |
| 1979                             | Francesco Moser      | Roger De Vlaeminck       | Pierino Gavazzi     |
| 1980                             | Claudio Corti        | Luciano Loro             | Geir Digerud        |
| 1981                             | Wladimiro Panizza    | Marino Amadori           | Giuseppe Saronni    |
| 1982                             | Guido Bontempi       | Giuseppe Saronni         | Luigi Ferreri       |
| 1983                             | Francesco Moser      | Giovanni Battaglin       | Bruno Leali         |
| 1984                             | Claudio Corti        | Giuseppe Passuello       | Ennio Salvador      |
| 1985                             | Franco Chioccioli    | Francesco Moser          | Johan van der Velde |
| 1986                             | Gianni Bugno         | Claudio Corti            | Harald Maier        |
| 1987                             | Guido Bontempi       | Bruno Leali              | Roberto Pagnin      |
| 1988                             | Guido Bontempi       | Davide Cassani           | Stefano Colagè      |
| 1989                             | Lech Piasecki        | Maurizio Fondriest       | Roberto Gusmeroli   |
| 1990                             | Leonardo Sierra      | Urs Zimmermann           | Claudio Chiappucci  |
| 1991                             | Gianni Bugno         | Franco Chioccioli        | Claudio Chiappucci  |
| 1992                             | Alessandro Giannelli | Marco Lietti             | Luc Roosen          |
| 1993                             | Piotr Ugrumov        | Claudio Chiappucci       | Moreno Argentin     |
| 1994                             | Vladimir Poulnikov   | Rolf Sørensen            | Mario Chiesa        |
| 1995                             | Dmitri Konyschew     | Francesco Frattini       | Rodolfo Massi       |
| 1996                             | Andrey Teteryuk      | Alexandr Shefer          | Marco Zen           |
| 1997 edição não realizada        |                      |                          |                     |
| 1998                             | Francesco Arazzi     | Endrio Leoni             | Giancarlo Raimondi  |
| 1999                             | Davide Rebellin      | Ivan Basso               | Danilo Di Luca      |
| 2000 edição não realizada        |                      |                          |                     |
| 2001                             | Denis Lunghi         | Guido Trenti             | Ellis Rastelli      |
| 2002                             | Franco Pellizotti    | Davide Rebellin          | Gilberto Simoni     |
| 2003                             | Joseba Albizu        | Leonardo Scarselli       | Sergio Barbero      |
| 2004                             | Michele Gobbi        | Franco Pellizotti        | Andrea Moletta      |
| 2005-2008 edições não realizadas |                      |                          |                     |
| 2009                             | Mirco Lorenzetto     | Grega Bole               | Manuel Belletti     |
| 2010                             | Roberto Ferrari      | Jacopo Guarnieri         | Enrico Rossi        |
| 2011                             | José Serpa           | Pavel Brutt              | Nicki Sørensen      |

Nota: A edição 1991 foi também válida como corrida do Campeonato da Itália em Estrada

### Feminino
| Ano  | Ganhadora              | Segunda                | Terça                   |
| ---- | ---------------------- | ---------------------- | ----------------------- |
| 1987 | Maria Canins           |                        |                         |
| 1988 | Maria Paola Turcutto   |                        |                         |
| 1989 | Maria Canins           |                        |                         |
| 1990 | Roberta Bonanomi       |                        |                         |
| 1991 | Daniela Curlo          |                        |                         |
| 1992 | Alessandra Cappellotto |                        |                         |
| 1993 | Fabiana Luperini       | Alessandra Cappellotto | Maria Paola Turcutto    |
| 1994 | Michela Fanini         | Luisa Pegoraro         | Cinzia Faccin           |
| 1995 | Nada Cristofoli        | Valeria Cappellotto    | Sigrid Corneo           |
| 1996 | Imelda Chiappa         | Nada Cristofoli        | Cinzia Faccin           |
| 1997 | Edita Pučinskaitė      | Roberta Bonanomi       | Tatiana Stiajkina       |
| 1998 | Gabriella Pregnolato   | Zinaïda Stahúrskaia    | Antonella Bellutti      |
| 1999 | Pia Sundstedt          | Gabriella Pregnolato   | Lucia Pizzolotto        |
| 2000 | Zinaïda Stahúrskaia    | Simona Parente         | Katia Longhin           |
| 2001 | Arenda Grimberg        | Zinaïda Stahúrskaia    | Lara Ruthven            |
| 2002 | Zinaïda Stahúrskaia    | Rosalisa Lapomarda     | Jolanta Polikeviciute   |
| 2003 | Zinaïda Stahúrskaia    | Edita Pučinskaitė      | Oenone Wood             |
| 2004 | Nicole Brändli         | Valentina Polkhanova   | Svetlana Bubnenkova     |
| 2005 | Giorgia Bronzini       | Monia Baccaille        | Katia Longhin           |
| 2006 | Fabiana Luperini       | Olga Sliússareva       | Karin Aune              |
| 2007 | Martina Corazza        | Giorgia Bronzini       | Mette Fischer Andreasen |
| 2008 | edição não realizada   |                        |                         |
| 2009 | Tatiana Guderzo        | Ruth Corset            | Fabiana Luperini        |

## Palmarés por países
| País        | Vitórias |
| ----------- | -------- |
| Itália      | 23       |
| Bélgica     | 1        |
| Espanha     | 1        |
| Cazaquistão | 1        |
| Letônia     | 1        |
| Polónia     | 1        |
| Rússia      | 1        |
| Ucrânia     | 1        |
| Venezuela   | 1        |
| Colômbia    | 1        |

| País          | Vitórias |
| ------------- | -------- |
| Itália        | 15       |
| Bielorrússia  | 3        |
| Lituânia      | 1        |
| Finlândia     | 1        |
| Países Baixos | 1        |
| Suíça         | 1        |